# Earl of Brentford

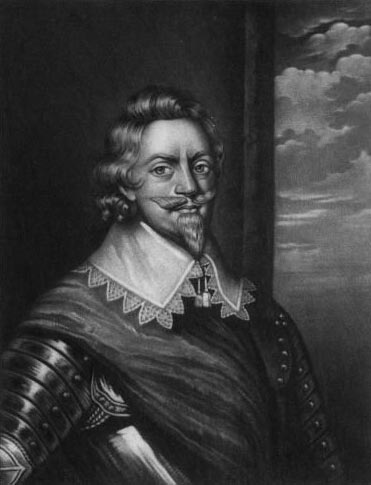
Patrick Ruthven, 1. Earl of Brentford

Earl of Brentford war ein erblicher britischer Adelstitel, der zweimal in der Peerage of England verliehen wurde.

## Verleihung
Erstmals wurde am 27. Mai 1644 der Titel Earl of Brentford, in the County of Middlesex, dem schottischen Diplomaten und Militär Patrick Ruthven, 1. Earl of Forth verliehen. In der Peerage of Scotland war er bereits 1639 zum Lord Ruthven of Ettrick sowie am 27. März 1642 zum Earl of Forth erhoben worden. Da er sowohl seine beiden Söhne, als auch seinen Enkel überlebte, erloschen die Titel bei seinem Tod am 2. Februar 1651 mangels weiterer männlicher Erben.
In zweiter Verleihung wurde der Titel Earl of Brentford am 10. April 1689 dem aus Deutschland stammenden Heerführer Friedrich von Schomberg verliehen, zusammen mit den ihm gleichzeitig verliehenen Titeln Duke of Schomberg, Marquess of Harwich und Baron Teyes. Sein jüngerer Sohn, der 3. Duke of Schomberg, wurde am 30. Juni 1691  in der Peerage of Ireland auch zum Duke of Leinster, Earl of Bangor und Baron of Tara. Alle seine Titel erloschen bei seinem Tod im Juli 1719.

## Liste der Earls of Brentford

### Earls of Brentford, erste Verleihung (1644)
- Patrick Ruthven, 1. Earl of Brentford, 1. Earl of Forth († 1651)

### Earls of Brentford, zweite Verleihung  (1689)
- Frederick Schomberg, 1. Duke of Schomberg, 1. Earl of Brentford (1615–1690)
- Charles Schomberg, 2. Duke of Schomberg, 2. Earl of Brentford (1645–1693)
- Meinhardt Schomberg, 3. Duke of Schomberg, 1. Duke of Leinster, 3. Earl of Brentford (1641–1719)